# 仁方やすり
仁方やすり（にがたやすり）は、広島県呉市仁方で生産されているやすり。

## 特徴
2010年現在、生産量で国内シェア95%。特に仁方湾沿いの埋立地通称やすり工業団地に製造会社が50社ほど存在している。通常のやすりの他、時代のニーズに合わせてダイヤモンドやすりや精密やすり・爪やすりなど幅広く対応している。ただし職人の高齢化が進んでおり後継者問題を抱えていることも事実である。
社名や社章に壺が入っている会社が多いが、これは味噌からきている。これは焼入れする際に使う味噌を使う壺から、あるいは仁方やすりのルーツにあたる大阪にいた職人壷井豊次郎の商標「壷と」を真似たもの、と言われている。かつては各社それぞれが秘伝レシピを持ち自作していた。現在ではほぼ公開されており、食用の味噌に食塩・硝酸カリウムを加え水で伸ばしたものを刷毛でやすりに塗って焼入れしている。

## 沿革

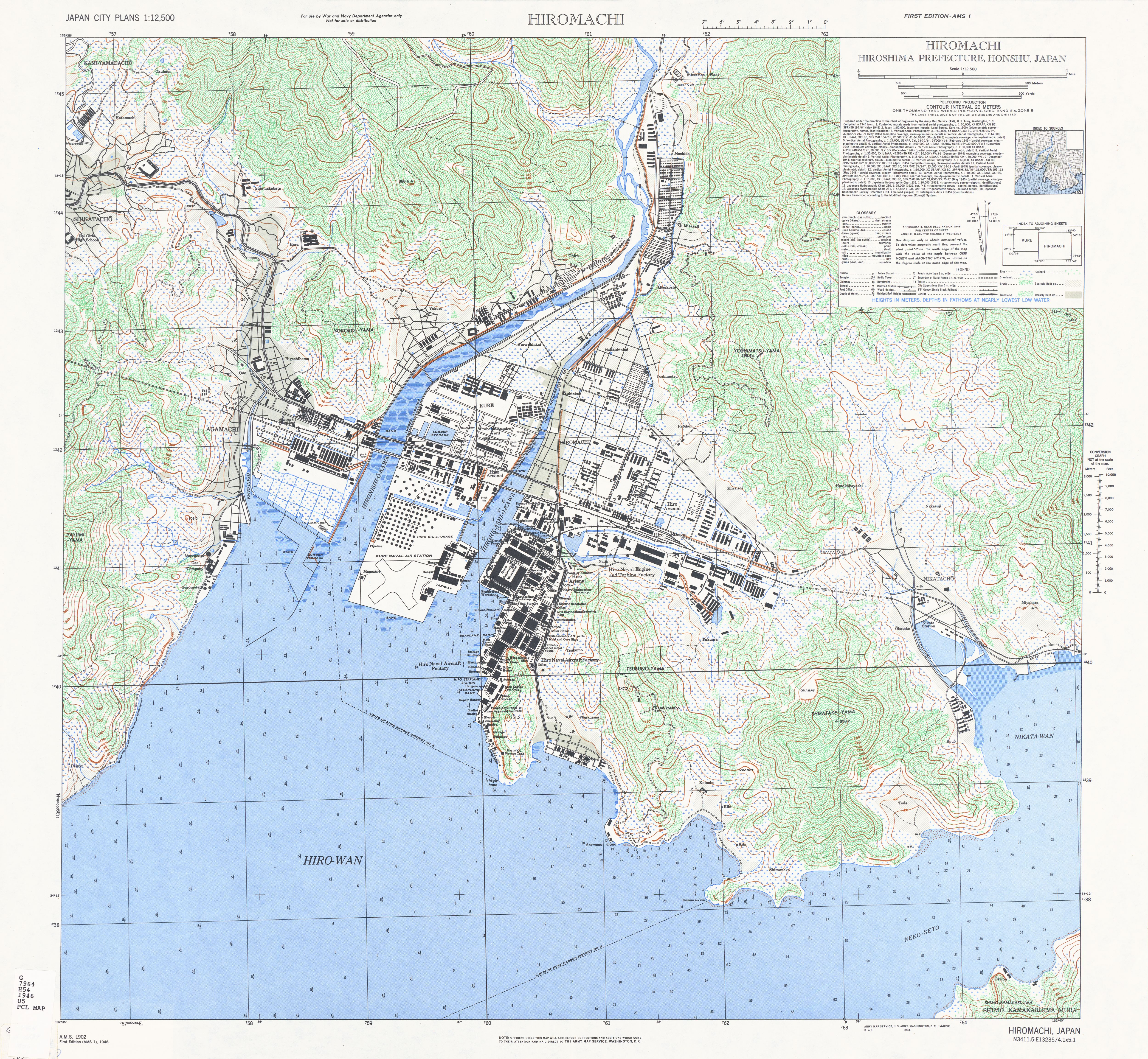
1945年米軍が作成した地図。右下が仁方。中央やや下が広海軍工廠。

### 起源
仁方は3方を山に囲まれ南側のみ瀬戸内海に面した町である。町の中央を流れる錦川によって形成された三角州の上にできた町であり、沿岸は仁方港がある港町でもある。江戸時代初期に塩田が形成され、肥沃な三角州であったことから農業も盛んで、そのころから比較的栄えたところであった。
仁方にやすり製法が伝播したのは江戸時代末期とされる。1817年（文化14年）広島藩は諸品方を設け特産品の開発・領外販売を積極的に推し進めていた中でのことだった。伝承については諸説あるものの、共通するのはルーツは大阪にあるということである。
- 文化年間あるいは天保年間に鍛冶職人が大阪から仁方に持ち込んだ[11]。
- 1824年（文政7年）金谷弥助が大阪で修行をして持ち帰った[5][11]。
- 同じ頃、嘉平次が大阪で修行をして持ち帰った[11]。
- 1867年（慶応3年）刀工梶山友平が大阪で修行をして持ち帰った[5][12]。

仁方にやすり製造が定着した理由としては、
1. 農業が盛んであったことから農鍛冶が定住しており技術導入が容易であったこと、農民にとっては農閑期に下請的賃仕事として雇われたことからちょうどいい副業となった[2][9]。そこから小規模家内工業として発展していった[5]。
2. 出雲から安来鋼[注 1]を仕入れるルートを確立していた[2]。
3. 南西にある白岳山で石灰岩がとれたこと。製作過程での焼入れの際、冷却水には石灰を混ぜて入れていたため必要だった[2]。

当時やすり製作は手作業で、刀鍛冶と同じく玉鋼を伸ばしてやすり形状にし、一つ一つ手切りで目立していた。1人1日で目立てできる量は20から30本程度だったという。
なお同じ江戸末期に仁方では酒と醤油の製造が始まり、やすりと合わせた3つが仁方の特産品となった。仁方の東側にある川尻の川尻筆も同じころに始まっている。

### 発展
近代の呉は、1889年（明治22年）呉鎮守府、1903年 (明治36年）呉海軍工廠が開設され、大日本帝国海軍の一大拠点として発展した。呉工廠・広海軍工廠での艦船・飛行機の開発製造が進むとともにやすりの需要は高まっていった。工廠からの要求に対応するため全国からやすり職人が仁方に集められたという。
明治20年代（1890年代）には小規模家内工業から企業化が進んでいる。明治40年代（1910年代）以降、機械化が進み生産形態が大きく変わることになる。1910年に国内初となる目立の機械化に成功、1917年（大正6年）仁方に電気が通り手動から電動へ移行、大正末期に原材料の鍛造に圧延ロール機導入、と随時更新していった。圧延工場は梶山友平が初めて建てたという。1人1日で目立てできる量は200本に達した。仁方が生産量で日本一になったのはこの機械化以降のことである。当時は新潟・東京・大阪などが主要産地であった。
販路拡大は仁方港から船で運搬できたという点でも大きく、1914年（大正3年）ごろには西日本の主要地の他に朝鮮・台湾にまで出荷していた。その後も製造の近代化が進んだことから生産量は増え、1935年（昭和10年）には生産量国内シェア50%を超えた。
太平洋戦争中の生産状況は不明。大戦末期の呉を狙った呉軍港空襲では被害は小さかった。一方で当時国内の主要産地である新潟や東京などでは空襲被害以降衰退していくことになる。

### 現代
戦後、仁方のやすりは常に生産量国内シェア80%以上あった。その後も技術革新が進み高品質大量生産が出来るようになり、これに高度経済成長に入ると盛況を極め、国内シェア85%・海外80数国にまで輸出していた。同じ頃、当時町内に点在していた工場では隣接する民家から公害、つまり騒音や排水問題が叫ばれるようになった。そこで1972年（昭和47年）・1980年（昭和55年）の2度にわたり町内のやすり工場が仁方湾埋立地へ移転し、やすり工業団地を形成するようになった。
一方で幾度かの不況を機に、工具や金物などの仕入商品・砥石やダイヤモンド工具といった関連商品の開発製造を進めている。更に1996年（平成8年）ごろから中国からの量産品の流入によって、特に流通している中目やすりは採算がとれなくなった。また需要構造の変化、特に工業機械の製造精密化によって機械部品のバリ取りの必要がなくなったことから需要が減っている。現在やすりと関連製品で売上高半々ぐらいであるという。またMade in Japanのブランド化から海外需要もあり中国・東南アジア・アメリカなどに輸出している。

## 参考資料
- 澤崎裕太「伝統的な地場産業、仁方のやすりを探る」『2010年度地理学野外実習報告書Ⅲ』、信州大学 教育学部自然地理学研究室、2012年2月、70-74頁、2017年7月30日閲覧。